# Un grito al cielo
Un grito al cielo (título original en inglés: Cry to Heaven) es una novela de Anne Rice, publicada por primera vez en 1982.

## Sinopsis
Es una historia de superación, de amores y venganzas en Venecia en su máximo apogeo. La trama está centrada en la atracción de los castrati, sopranos masculinos que habían sido castrados para mantener su tono de voz, tanto sobre mujeres como hombres.